# Batalla de Fort Frontenac
La batalla de Fort Frontenac fou un enfrontament militar que va tenir lloc el 25 d'agost de 1758 durant la Guerra Franco-Índia entre França i Gran Bretanya. La localització de la batalla va ser el Fort Frontenac, un fort francès proper a l'actual ciutat de Kingston, Ontario, a la riba oriental del llac Ontario, en el naixement del Riu Sant Llorenç.

## Antecedents
La guerra franco-índia va ser el resultat de les tensions entre britànics i francesos degudes principalment a les pretensions expansionistes de les colònies d'ambdós països. També van entrar en joc qüestions com els conflictes entre els nadius, els quals es van veure obligats a demanar protecció a un o altre imperi colonial. A Europa, Maria Teresa I d'Àustria va decidir recuperar Silèsia, que estava en mans de Prússia des de la Guerra de Successió Austríaca. En el Vell Món, la guerra va començar a la tardor quan Frederic II el Gran de Prússia va decidir avançar-se a Àustria.
Fins a l'any 1758, tot i algunes derrotes, els francesos dominaven el conflicte. La campanya militars britàniques del 1758 van tenir tres objectius principals, les captures de Fort Carillon al nord de Nova York, Fort Louisbourg a l'Illa del Cap Bretó, i Fort Duquesne a prop de l'actual Pittsburgh, Pennsilvània. L'atac a Fort Carillon del 6 al 8 de juliol es saldà amb victòria francesa, mentre que de Fort Louisbourg va caure el 26 de juliol de 1758.
El tinent coronel John Bradstreet va renovar una proposta anterior per capturar Fort Frontenac, un fort francès i un lloc comercial a la riba nord del llac Ontario, prop d'on desemboca al riu Sant Llorenç i des d'on es podia transportar i comunicar a altres fortificacions i llocs avançats francesos al llarg de la ruta fluvial entre el riu Sant Llorenç, els Grans Llacs i a la vall d'Ohio. Abercrombie havia rebutjat inicialment la idea per la necessitat de tropes per atacar Carillon, va aprovar el pla de Bradstreet de desplaçar-se per la vall del riu Mohawk fins a Fort Oswego, capturat i cremat pels francesos el 1756 i creuar el llac per assaltar Frontenac.

## La batalla
L'exèrcit colonial britànic, comandat per John Bradstreet i format per 500 regulars i 2.500 milicians s'enfrontà als 110 francesos que es refugiaven en el fort. Bradstreet va desembarcar a poc menys de dos quilòmetres del fort i va avançar cap a ell. El matí del dia 28, dos vaixells francesos van intentar escapar del port, però van encallar després del foc persistent britànic contra ells. Després d'un breu consell de guerra, Pierre-Jacques Payen de Noyan va aixecar la bandera blanca.

## Conseqüències
Amb la rendició del destacament francès després de dos dies, els anglesos aconseguien tallar una de les dues grans línies de comunicació i abastament de Mont-real i Quebec. Al mes de setembre els francesos van obtenir una aclaparadora victòria aniquilant un regiment de highlanders escocesos però en no poder defensar-se del gruix de l'exèrcit de 6.000 homes que s'acostava van abandonar i cremar Fort Duquesne el 26 de novembre salpant amb bots pel riu Ohio. La pèrdua de Louisbourg i Frontenac va obligar els francesos a adoptar una postura defensiva centrada al voltant de Quebec i Mont-real, i l'abandonament de molts dels seus aliats nadius.